# Albéric Barbier
Albéric Barbier est une éphémère série de bande dessinée créée en 1971 par Jean Sanitas (scénario), sous le pseudonyme de Sani, et Pierre Dupuis (dessin), sous le pseudonyme de Marcus, dans le no 1725 du Journal de Spirou. Elle ne connut qu'un épisode de 20 planches et ne fut jamais publiée en album.
Cette série est terminée.

## Univers

### Synopsis
Albéric Barbier, journaliste et détective amateur, est sollicité par Jacques Courbassier, un ami d'enfance auquel d'audacieux malfaiteurs ont dérobé les plans et une maquette d'un avion V.T.O.L. qu'il vient de concevoir, afin qu'il mène une enquête parallèle à celle de la police pour retrouver les objets volés. Albéric Barbier utilise ses talents de déduction et ses contacts pour découvrir que l'organisatrice du vol est une criminelle surnommée La Mante qui a fait transporter les objets volés à Venise. Il se rend aussitôt dans la Cité des Doges où il parvient à mettre en déroute l'organisation criminelle de La Mante et à récupérer les plans et la maquette volée ainsi, au passage, que des lingots d'or en provenance des États-Unis qui gisaient dans l'épave d'un navire au large du port de Malamocco et qui étaient convoités par les malfaiteurs. Albéric Barbier peut alors restituer ses biens à son ami Courbassier tout en démasquant le traître qui avait renseigné La Mante : Pello, son plus proche collaborateur. 

### Personnages
- Albéric Barbier est ainsi présenté dans la première planche de l'épisode : journaliste et romancier de renom (Prix Goncourt pour son roman Le Fruit de barbarie), aventurier, à la fois Sherlock Holmes et Arsène Lupin, Chevalier de la Légion d'Honneur pour services rendus à la justice, baptisé L'Homme aux yeux d'or par les journalistes. Passionné d'horticulture, il tire son pseudonyme du cultivar de rosier : Albéric Barbier. Sa véritable identité n'est pas révélée.

- Jacques Courbassier est un ami d'enfance d'Albéric. ils ne se sont pas quittés depuis la maternelle. Scientifique, il vient de créer un nouvel avion à décollage vertical.

- La Mante est une aventurière à la tête d'une bande de malfaiteurs très organisée.

- Pello est le plus proche collaborateur de Jacques Courbassier. C'est aussi un traître.

- L'Inspecteur Garrey Connen est un agent des services spéciaux du Trésor américain, veille connaissance d'Albéric, à la recherche de lingots d'or dérobés dans un cargo américain à destination de la Grande-Bretagne.

## Historique
Jean Sanitas et Pierre Dupuis ont déjà travaillé ensemble à plusieurs reprises lorsqu'ils proposent à Spirou une nouvelle série policière et d'aventures. Le premier, et seul, épisode publié pose les bases d'une série amenée à se développer. Il semble qu'un différend entre les Éditions Dupuis et les auteurs concernant le prix des planches ait fait avorter le projet. L'épisode Une Mante à l’eau pour Albéric est publié sous forme de récit complet dans le no 1725 du Journal de Spirou daté du 6 mai 1971, la couverture ne proposant pas de dessin de la série mais une simple annonce : « une maxi-histoire complète de 20 pages : une mante à l'eau pour Albéric Barbier ».

## Publication

### Albums
Il n'y a eu aucune publication en album.

### Revues
Le seul épisode de cette série, un récit de 20 planches intitulé Une Mante à l’eau pour Albéric a été publié sous forme de récit complet dans le no 1725 du Journal de Spirou daté du 6 mai 1971.